# Kälberbluthämodialysat
Kälberbluthämodialysat ist ein aus dem Blutserum von Kälbern gewonnenes und von Proteinen befreites Filtrat („proteinfreies Hämodialysat“). Es kommt als Arzneimittel im Bereich von Durchblutungsstörungen und trophischen Störungen zum Einsatz, unter anderem in der Sportmedizin bei Muskelverletzungen.

## Anwendungsgebiete
In der parenteralen Verwendungsform (Injektionslösung für die intravenöse oder intramuskuläre Injektion) ist Kälberbluthämodialysat zugelassen zur symptomatischen Behandlung von Demenz und  diabetischer Polyneuropathie, von Wundheilungsstörungen durch variköse Geschwüre der unteren Extremitäten und Dekubitus sowie von Verbrennungen, Haut- und Schleimhautschäden durch Bestrahlung. Die orale Verabreichung in Form von Tabletten zur unterstützenden Behandlung der Symptome von Demenz oder diabetischer Polyneuropathie ist ebenfalls möglich. Es gehört zur pharmakologischen Gruppe der anderen Hämatologika (ATC-Code B06AB).
In der lokalen, äußerlichen Anwendung ist Kälberbluthämodialysat (etwa als Paste, Salbe oder Gel) zugelassen zur Unterstützung der Wundheilung nach leichteren Verbrennungen oder in Kombination mit Lauromacrogol 400 zur Behandlung schmerzhafter und entzündlicher Erkrankungen der Mundschleimhaut (Stomatitis, Aphthen), Prothesendruckstellen (Dekubitus) und zur unterstützenden Wundheilung nach zahnärztlichen Behandlungen.
Außerhalb der zugelassenen Anwendungsgebiete werden Präparate aus Kälberbluthämodialysat in der Sportmedizin eingesetzt, um Reparaturmechanismen des Körpers an verletzten Muskelfasern zu fördern. Sie werden dann in der Regel intramuskulär verabreicht.

## Wirkung
Laut Fachliteratur führt das Kälberblutpräparat zu einer stimulierenden Aktivität beim Glucosetransport, bei Glucose- und Sauerstoffverwertung. In einer Studie konnte bei isolierten Muskelfasern eine Verstärkung der aeroben Oxidation durch die Gabe des Hämodialysats beobachtet werden.
Zwei Studien kamen zu dem Ergebnis, dass das Hämodialysat entzündungshemmend wirkt. Einer der beiden Studien zufolge mildert Actovegin bzw. Solcoseryl durch progressive Muskelatrophie verursachte Entzündungen. Laut einem Arzneimittelhersteller steigert es die Durchblutung im Gehirn und kommt bei Demenz und Diabetes mellitus zur Anwendung.
Einer Studie zufolge hat das Hämodialysat einen positiven Einfluss auf die Proliferation von Muskelzellen, wobei diese Wirkung jedoch gegenüber der vom menschlichen Blut ausgehenden zellwachstumverstärkenden Wirkung geringer ausfällt.

## Herstellung
Kälberbluthämodialysat wird aus Kalbsblut in mehreren Schritten durch Ultrafiltration unter Verwendung verschiedener Fällungstechniken und Filter hergestellt. Die Analyse des Endprodukts zeigt, dass es eine Mischung natürlicher Substanzen enthält: anorganische Komponenten wie Blutelektrolyte z. B. Chlorid, Phosphat, Natrium, Kalium, Calcium und Magnesium, verschiedene Quellen für Stickstoff, Aminosäuren, Peptide, Glucose, Acetat und Lactat sowie organische Komponenten wie Aminosäuren, Oligopeptiden, Nukleosiden, Glycosphingolipiden und Produkte des Intermediärstoffwechsels.
Das Kälberbluthämodialysat wird seit der Übernahme von Nycomed im Jahr 2011 von Takeda Pharmaceutical hergestellt.

## Dopingdebatte
Es gibt eine seit 60 Jahren andauernde Kontroverse über angebliche leistungssteigernde Wirkungen, die in einer Meta-Analyse nicht eindeutig bestätigt werden konnten. Für die Verwendung im Sport stand Actovegin zeitweise auf der Dopingliste, ist aber zur intramuskulären Verabreichung im Profisport durch WADA und IOC freigegeben. Das Hämodialysat enthält keine zellulären Bestandteile, die eine Verbesserung der Sauerstofftransportkapazität bewirken könnten.

## Handelsnamen
Parenteral/oral
Actovegin (AT, LV, RO), Solcoseryl (PL)
Äußerlich
Actihaemyl (DE), Solcoseryl (AT, BG, CZ, DE, LV, PL)